# Denisse Orellana
Denisse Alejandra Orellana Betancourt (Chile, 8 de noviembre de 1996) es una futbolista chilena. Juega de defensa central y su equipo actual es la Universidad de Chile de la Primera División de fútbol femenino de Chile.

## Trayectoria
En el 2008 llegó a la Universidad de Chile, luego de pasar una prueba masiva de jugadoras. Poco a poco escaló hasta llegar al primer equipo.

## Selección nacional
Jugó el Campeonato Sudamericano Femenino Sub-20 de 2015 con la selección de Chile sub-20.
Ha jugado encuentros amistosos con la selección chilena a nivel adulto, debutó el 15 de septiembre de 2017 ante Francia.

## Clubes
| Club                 | País  | Año         |
| -------------------- | ----- | ----------- |
| Universidad de Chile | Chile | 2008 - Act. |

## Palmarés

### Títulos nacionales
| Título              | Club                 | País  | Año  |
| ------------------- | -------------------- | ----- | ---- |
| Campeonato Nacional | Universidad de Chile | Chile | 2021 |